# ナノ・セカンド
「ナノ・セカンド」は、UVERworldの25枚目のシングル。2013年12月18日にgr8!recordsから発売された。

## 概要
前作『Fight For Liberty / Wizard CLUB』からおよそ4か月ぶりとなる通算25枚目のシングル。表題曲は『ABEMA 麻雀チャンネル』内『Mリーグ2022-23』シリーズ中継エンディングテーマ、カップリング曲の「DEJAVU」は、テレビ東京系『解禁!暴露ナイト』1月・2月度のエンディングテーマに使用された。発売日に先立ち収録曲すべてが、編集版であるRadio EditとしてそれぞれYouTubeで公開された。PVの再生回数は2018年9月27日の時点で900万回を突破している。初回生産限定盤には、「Fight For Liberty version.1」と「Wizard CLUB〜2013 UVERworld collage〜」が収録されたDVDが付属する。
キャッチコピーは、「容易く叶う夢は、叶わぬ夢の次に悲しい。」

## 収録内容
| 全作詞: TAKUYA∞、全編曲: UVERworld & 平出悟。 |                    |           |                |      |
| #                                             | タイトル           | 作詞      | 作曲           | 時間 |
| 1.                                            | 「ナノ・セカンド」 | TAKUYA∞   | TAKUYA∞        | 4:35 |
| 2.                                            | 「LIFE」           | TAKUYA∞   | UVERworld      | 4:49 |
| 3.                                            | 「DEJAVU」         | TAKUYA∞   | 信人 & TAKUYA∞ | 4:01 |
| 合計時間:                                     | 合計時間:          | 合計時間: | 13:25          |      |

| #  | タイトル                                  | 作詞 | 作曲・編曲 |
| -- | ----------------------------------------- | ---- | ---------- |
| 1. | 「Fight For Liberty version.1」           |      |            |
| 2. | 「Wizard CLUB〜2013 UVERworld collage〜」 |      |            |

## 楽曲解説
1. ナノ・セカンド
ABEMA麻雀チャンネル『Mリーグ2022-23』エンディングテーマ。仮タイトルは「Diatonic」。本来は2014年1月のリリース予定だったが、予想以上に早く仕上がったため12月となった。歌詞については「親しい友人のプロボクサーの試合DVDを観ていて感化されて書きました。10億分の1秒の努力を積み重ねて今がある、夢や希望を、夢や希望のままで終わらせるな、努力すれば夢は叶う。と背中を押せる曲になったと思う。」と、TAKUYA∞は語っている。夢を追いかける人たちに向け、強い思いを詰め込んだ楽曲となった[1]。
2. LIFE
共にライブへ足を運んだ後輩から「もっとハッピーな曲を作ろうや」と言われたことをきっかけに作詞された楽曲[2]
仮タイトルは「M5」
3. DEJAVU
『23ワード』（7thアルバム『THE ONE』収録）以来となる、信人が作曲に携わった楽曲。テレビ東京系『解禁!暴露ナイト』1月・2月度 エンディングテーマ。当初は表題曲になる予定だった。